# Flotta d'alto mare

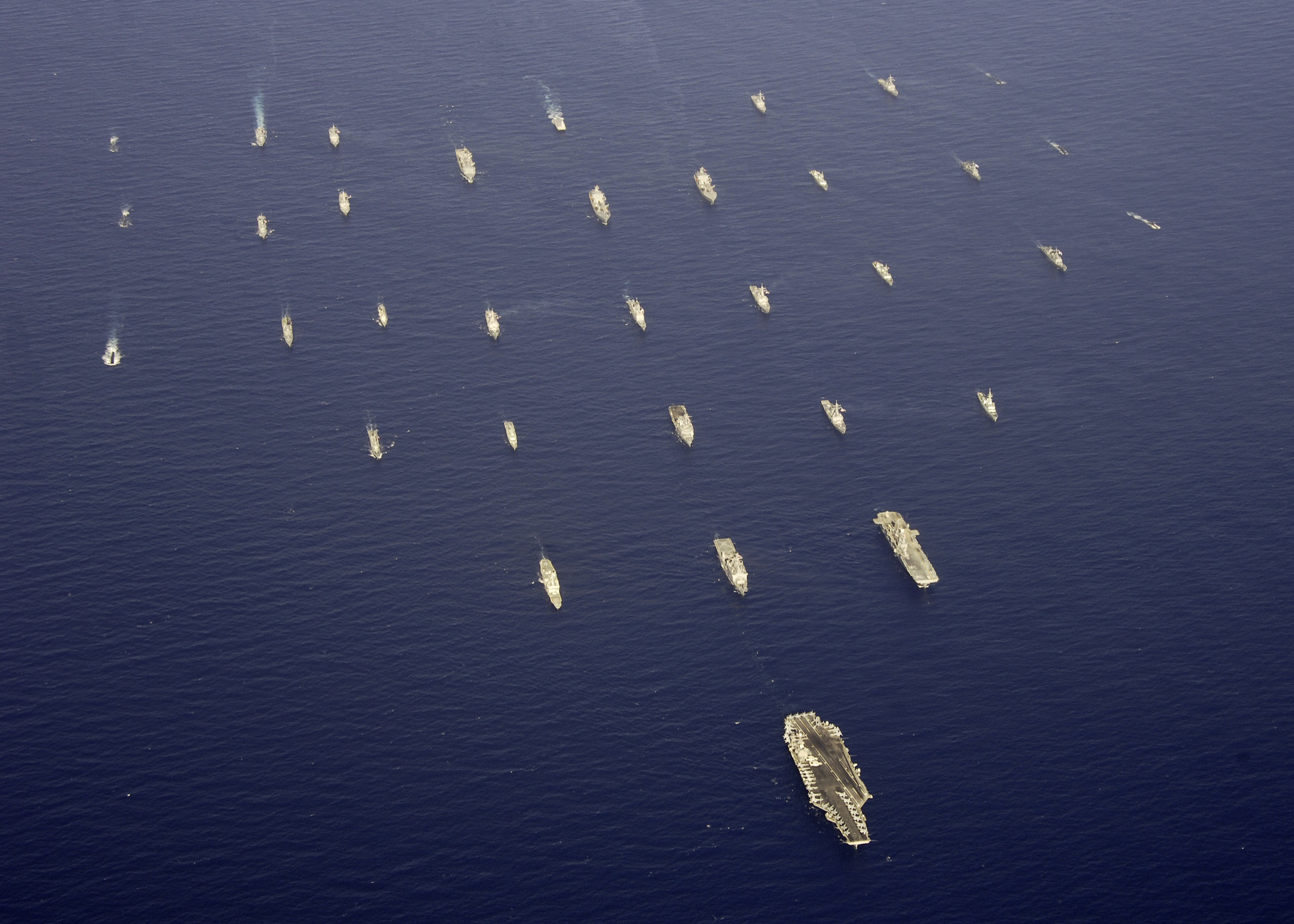
Navi di sette paesi durante l'esercitazione RIMPAC nel 2006.

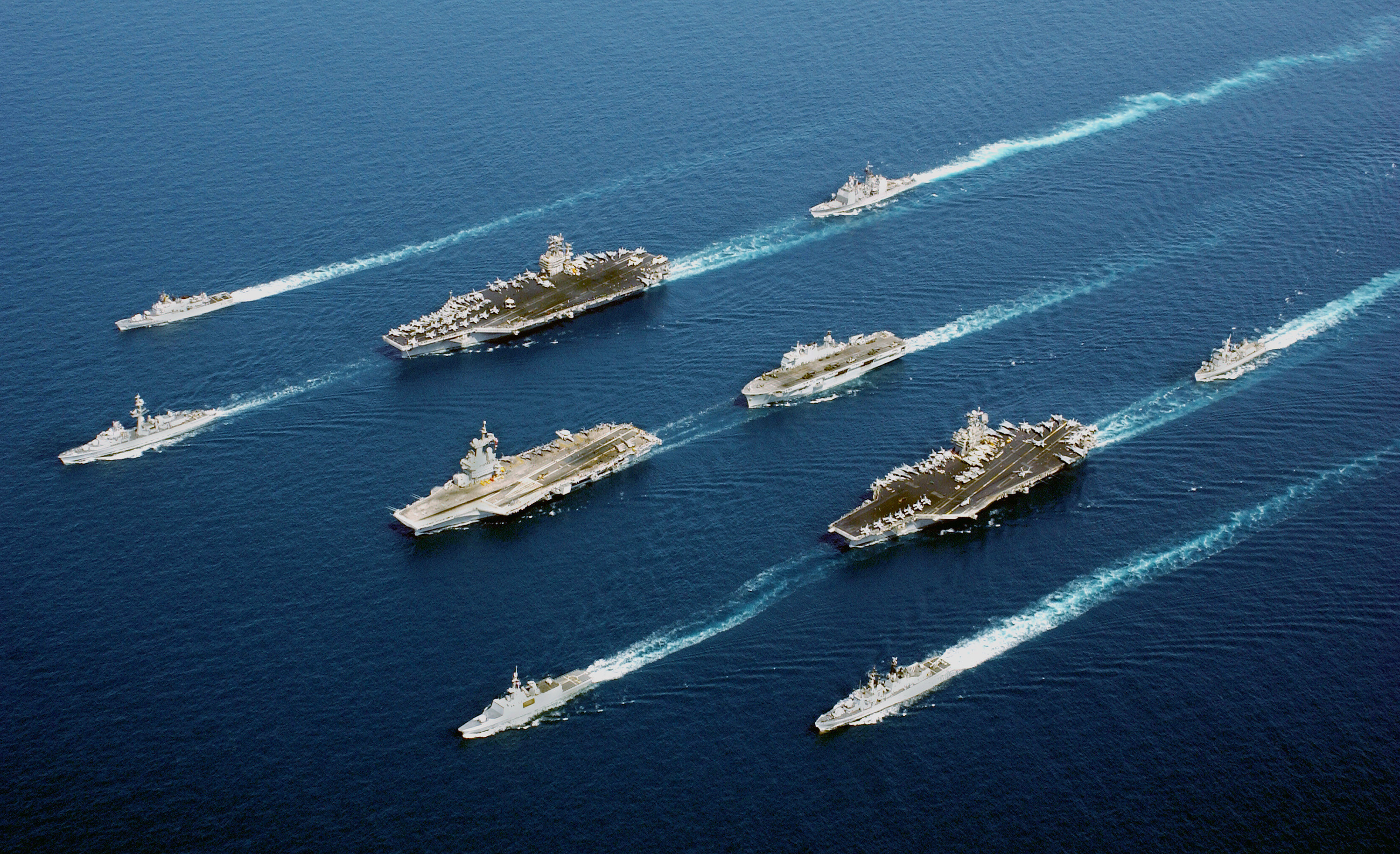
Navi di cinque paesi durante l'operazione Enduring Freedom.

Con il termine flotta d'alto mare, flotta d'altura o flotta oceanica (in inglese blue-water navy) si intende una forza navale capace di operare con larga autonomia e su vasta scala, lontano dalla madrepatria in mare aperto. Il termine è spesso usato nel Regno Unito per descrivere una «forza navale in possesso di capacità di spedizione marittime». Benché le definizioni di ciò che costituisca questa forza possano variare, permane il requisito di poter effettuare un controllo marittimo ad ampio spettro.
Il Defense Security Service del Dipartimento della Difesa degli Stati Uniti d'America ha definito una blue-water navy come «una forza marittima in grado di operare in maniera continua attraverso le acque profonde degli oceani aperti. Una blue-water navy permette a un paese di proiettare il potere lontano dal paese di origine e di solito comprende uno o più portaerei. Piccole blue-water navies sono in grado di inviare un numero di navi all'estero per brevi periodi di tempo».

## Attributi di una flotta d'altura

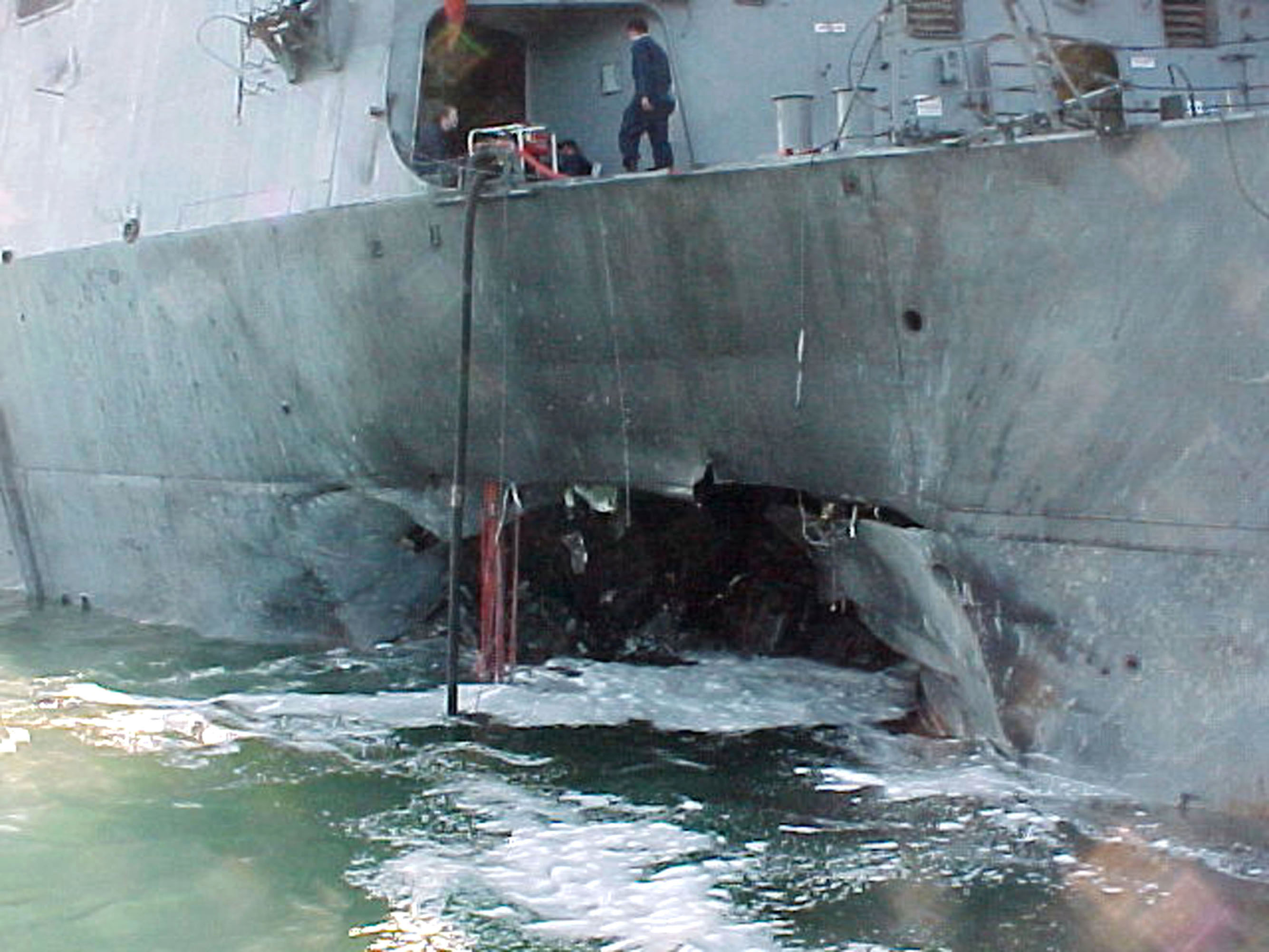
Una blue-water navy rimane comunque suscettibile di attacchi asimmetrici, un esempio è l'attentato allo USS Cole dell'ottobre 2000.

Nel linguaggio comune, una capacità d'alto mare è identificata nelle operazioni navali di capital ships come corazzate e portaerei. Ad esempio, durante il dibattito nel 1970 se l'Australia dovesse sostituire la HMAS Melbourne, un ex capo della Marina sostenne che se l'Australia non sostituiva la sua ultima portaerei «non avrebbe più avuto una flotta d'alto mare». Alla fine l'Australia non ha acquistato una nuova portaerei, ma l'ex consigliere della difesa, il parlamentare Gary Brown continuava a pretendere ancora nel 2004 che la sua marina militare rimanesse «una efficace marina d'altura». La marina sovietica verso la fine della guerra fredda è un altro esempio di una blue-water navy che ha avuto una minima aviazione di marina, basandosi invece su sottomarini, navi di superficie missilistiche e bombardieri a lungo raggio basati a terra.
Una flotta d'alto mare implica una capacità di protezione da sottomarini, navi di superficie, forze aeree e una capacità logistica sostenibile, tali da permettere una persistente presenza al largo (lontano dalle proprie coste). Un tratto distintivo di una flotta d'alto mare è la capacità di condurre il rifornimento in mare (RAS), e la messa in servizio di navi di rifornimento è un forte segno delle ambizioni di flotta d'altura di una marina. Mentre una marina d'altura può proiettare il proprio potere di controllo nei mari litoranei di un'altra nazione, essa rimane suscettibile alle minacce da parte delle forze meno capaci (guerra asimmetrica). Manutenzione e logistica a distanza hanno costi elevati, e ci potrebbe essere un vantaggio di saturazione su una forza dispiegata attraverso l'uso di basi aeree terrestri o di missili superficie-superficie, di sottomarini diesel-elettrici o di tattiche asimmetriche quali Fast Inshore Attack Craft. Un esempio di questa vulnerabilità è stato l'attentato allo USS Cole dell'ottobre 2000 a Aden.
Il termine flotta d'altura non deve essere confuso con la capacità di una singola nave. Ad esempio, le navi di una flotta costiera spesso operano in mare aperto per breve i periodi di tempo. Un certo numero di nazioni hanno una vasta flotta navale ma non hanno la capacità di mantenerla in alto mare per via dell'assenza di una adeguata flotta logistica. Alcune di queste marine integrano coalizioni e task force in dispiegamenti in alto mare, come ad esempio il pattugliamento anti-pirateria al largo della Somalia.
In pratica si tratta di flotte composte da navi di grosso tonnellaggio, come le portaerei e gli incrociatori, con una adeguata scorta, che possono operare per lunghi periodi in piene acque oceaniche o in quelle di altri continenti, con in aggiunta la capacità di lanciare operazioni anfibie (quindi con la presenza di navi da sbarco). Spesso molte navi della flotta sono dislocate in più porti lontani dalla madrepatria per avere una migliore e più rapida capacità di intervento. Il concetto attorno a cui è nata la marina d'altura è la "proiezione di potenza", teorizzata da Alfred Thayer Mahan.
Queste flotte vengono distinte da quelle per il pattugliamento e la difesa costiera, lacuale o fluviale (dette in inglese rispettivamente green-water navy, termine creato ed in uso presso la United States Navy e brown-water navy), generalmente composte da navi di tonnellaggio inferiore, come le corvette.

### Definizioni

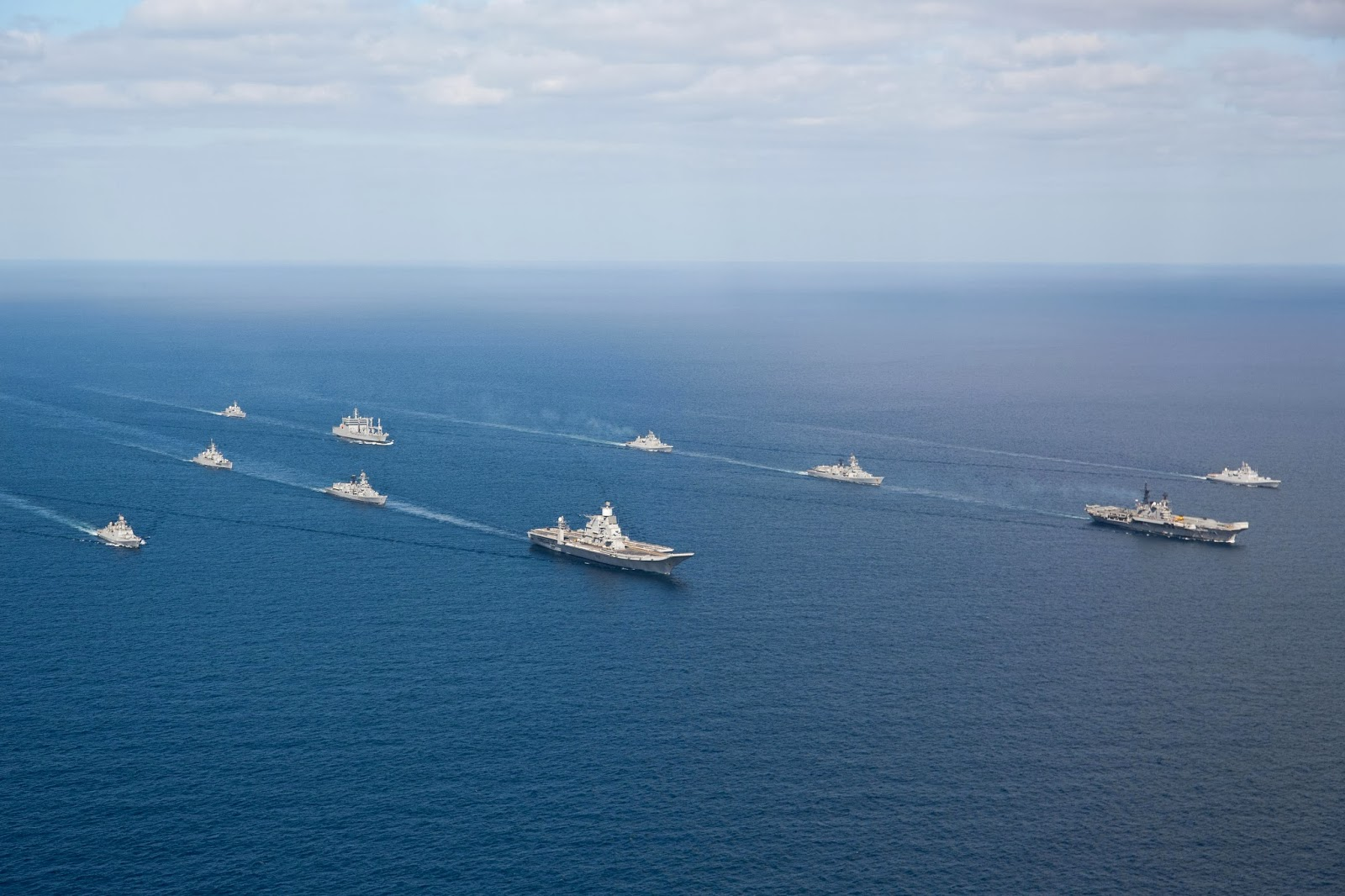
Secondo il sistema di classificazione di Todd & Lindberg, la Marina Indiana è considerata essere una blue-water di livello 3 (una marina con una proiezione di poternza multi-regionale) capace di operare in diverse regioni vicine alla propria.

Secondo una definizione da dizionario, la capacità d'altura si riferisce ad una flotta oceanica in grado di operare in alto mare lontano dal porto base della sua nazione. Alcune operano in tutto il mondo.
Nella sua pubblicazione del 2012, Sea Power and the Asia-Pacific, il docente di scienze politiche Patrick C. Bratton delineato quello che ha definito come criteri sintetici per quanto riguarda la classificazione di marine marrone, verde e blu. Lui scrive:
(Patrick C. Bratton)
Bratton continua a dire che anche con tale definizione e la comprensione della gerarchia navale, il termine blue-water navy è ancora "ambiguo". Ad esempio, mentre la Francia e gli Stati Uniti possono essere considerate entrambe blue-water navy, egli afferma che la «capacità operativa e la portata geografica di entrambe le marine sono decisamente diverse».
Un'altra definizione afferma che brown-water si riferisce alle acque litoranee entro le 100 miglia nautiche dalla costa. Green-water inizia dalle 100 miglia nautiche fino alla successiva piattaforma continentale. Mentre blue-water è la capacità di proiettare la forza navale per almeno 1.500 miglia nautiche al di là della costa. Tradizionalmente una distinzione era in uso per differenziare una brown-water navy, che operava nelle acque litoranee all'interno delle 200 miglia nautiche (o 370 chilometri), e una flotta d'altura (blue-water navy), oceanica. Tuttavia, la Marina degli Stati Uniti creò un nuovo termine, green-water navy, di sostituire il termine brown-water navy nel gergo della USN. Oggi, una brown-water navy è considerata come una forza prevalentemente fluviale.
Il USA's 2010 Naval Operations Concept definisce blue-water come il mare aperto, green-water come le acque costiere, i porti e gli approdi, e brown-water come i fiumi navigabili e le loro foci. Robert Rubel del US Naval War Colleg include le baie sua definizione di brown-water, e in passato commentatori militari statunitensi estesero le brown-waters al di là di 100 miglia nautiche (190 km) dalla costa.
Nonostante quanto sopra però, non esiste una definizione concordata del termine.

### Classificazione
| Gerarchia delle marine militari mondiali nel 2019, secondo il sistema di classificazione Todd & Lindberg | Gerarchia delle marine militari mondiali nel 2019, secondo il sistema di classificazione Todd & Lindberg | Gerarchia delle marine militari mondiali nel 2019, secondo il sistema di classificazione Todd & Lindberg | Gerarchia delle marine militari mondiali nel 2019, secondo il sistema di classificazione Todd & Lindberg                              | Gerarchia delle marine militari mondiali nel 2019, secondo il sistema di classificazione Todd & Lindberg |
| | Rango | Designazione                                                                                             | Capacità | Esempi                                                                                                   |
| --- | --- | --- | --- | --- |
| Blue-water                                                                                               | 1 | Global-reach Power projection                                                                            | Possibilità di sostenere missioni multiple di proiezione di potenza su scala globale                                                  | Stati Uniti d'America                                                                                    |
| Blue-water                                                                                               | 2 | Limited global-reach Power projection                                                                    | Possibilità di sostenere almeno una missione di proiezione di potenza su scala globale                                                | Francia, Regno Unito, Italia                                                                             |
| Blue-water                                                                                               | 3 | Multi-regional Power projection                                                                          | Possibilità di svolgere missioni di proiezione di potenza in regioni geografiche adiacenti a quella propria nazionale                 | Cina, India, Giappone, Russia                                                                            |
| Blue-water                                                                                               | 4 | Regional Power projection                                                                                | Possibilità di svolgere missioni di proiezione di potenza poco oltre il limite della propria Zona economica esclusiva (ZEE) nazionale | Australia, Spagna, Corea del Sud, Germania, Brasile (+15)                                                |
| Non blue-water                                                                                           | 5 | Regional offshore Coastal defence                                                                        | Possibilità di svolgere missioni di difesa costiera nei pressi o poco oltre il limite della ZEE nazionale                             | Malaysia, Indonesia, Israele, Thailandia (+13)                                                           |
| Non blue-water                                                                                           | 6 | Inshore Coastal defence                                                                                  | Possibilità di svolgere missioni di difesa costiera unicamente all'interno della propria ZEE nazionale                                | Corea del Nord (+20)                                                                                     |
| Non blue-water                                                                                           | 7 | Regional offshore Constabulary                                                                           | Possibilità di svolgere missioni di polizia marittima nei pressi o poco oltre il limite della ZEE nazionale                           | Estonia, Iraq, Irlanda (+16)                                                                             |
| Non blue-water                                                                                           | 8 | Inshore Constabulary                                                                                     | Possibilità di svolgere missioni di polizia marittima unicamente all'interno della propria ZEE nazionale                              | Filippine (+32)                                                                                          |
| Non blue-water                                                                                           | 9 | Inland waterway Riverine                                                                                 | Possibilità di operazioni fluviali in Stati senza sbocco al mare                                                                      | Bolivia, Paraguay (+14)                                                                                  |
| Non blue-water                                                                                           | 10 | Token navy Riverine                                                                                      | Capacità di polizia marittima basiche o nulle                                                                                         | circa 14 Stati del mondo                                                                                 |

## Marine considerateblue-water navy
Queste marine sono state descritte da vari esperti di difesa o docenti universitari come blue-water navy. Alcune di esse hanno utilizzato con successo le loro capacità d'altura per esercitare un controllo in alto mare e hanno proiettato la loro forza in acque litoranee di altre nazioni. Tuttavia, non esiste una definizione concordata in merito a ciò che costituisce una marina blu-water.

### Cina
La Marina dell'Esercito Popolare di Liberazione  mantiene una portaerei in fase di addestramento operativo, la Liaoning, con un embrione di gruppo aereo imbarcato, vari cacciatorpediniere antiaerei e antinave di squadra, tra cui due della classe Sovremenny, e moderne fregate antisommergibile; è in piena espansione con diversi progetti in corso.

### Francia
La Marine nationale mantiene un gruppo da battaglia attorno alla portaerei nucleare De Gaulle a Tolone, la quale può imbarcare fino a 40 aerei (i caccia Rafale, eventualmente armati anche con i missili nucleari ASMPA, e gli aerei AEW E-2 Hawkeye). La marina possiede anche delle basi periferiche nell'Oceano Atlantico (Antilles-Guyane), nell'Oceano Indiano (Gibuti, Réunion e Abu Dhabi) e nell'Oceano Pacifico (Nuova Caledonia e Polinesia francese). Essa dispone anche di due classi di 10 sottomarini nucleari (SNA e SNLE-NG, questi ultimi sono una componente principale della Force de frappe e garantiscono permanentemente la deterrenza nucleare), di 3 LHD e 10 cacciatorpediniere missilistici. Sono in costruzione una nuova classe di 6 sottomarini nucleari e 8 cacciatorpediniere multiruolo.

### India
La Marina militare dell'India mantiene un gruppo di navi con la portaerei Viraat e con navi da trasporto anfibio INS Jalashwa; è in piena espansione con diversi progetti in corso.

### Italia
La Marina Militare grazie alla portaerei Cavour, all'incrociatore portaeromobili Garibaldi ed alla nave portaeromobili Trieste, le due più recenti delle quali possono essere dotate di un gruppo aereo imbarcato composto da velivoli F-35B e AV8-B Harrier II ed elicotteri con funzioni antisommergibile ed antinave, nonché alle navi da sbarco classe San Giorgio e San Giusto, ai due cacciatorpediniere classe Orizzonte, ad un molto consistente nucleo di fregate, FREMM della classe Bergamini e i PPA della classe Thaon di Revel, nonché e ai tre rifornitori di squadra, è sicuramente da considerarsi una blue-water navy di secondo livello. La Marina Militare italiana ha dimostrato la piena capacità di operare in acque molto lontane, inviando un CSG Carrier Strike Group che ha operato nell'Indo-Pacifico in Australia, Giappone, Filippine, Singapore e India, per circa cinque mesi. Inoltre ha svolto o svolge missioni operative ed operazioni come l'Operazione Aspides, o in passato Enduring Freedom e le missioni contro la pirateria nel Golfo Persico, tali missioni hanno dimostrato la sua capacità di essere in grado di operare in scenari anche molto distanti dall'Italia e questa circostanza è stata anche sancita dalla pubblicistica internazionale specializzata.

### Regno Unito
La Royal Navy in questo momento (2018) non possiede alcuna portaerei, e neanche velivoli ad ala fissa dell'aviazione imbarcata, pur avendo una lunga esperienza nell'operare portaerei; possiede delle navi da assalto anfibio, come la portaelicotteri d'assalto HMS Ocean e le navi anfibie della classe Albion. La marina britannica inoltre ha due classi di sottomarini SSN e SSBN a propulsione nucleare per garantire permanentemente la propria deterrenza nucleare. Diversi programmi navali sono in corso: nuova classe di 2 superportarei (che imbarcheranno gli F-35B), una classe di 7 SSN e una classe di 4 navi da rifornimento (per la RFA) sono in corso di costruzione e/o ingresso in servizio; una nuova classe di 8 fregate e una nuova classe di SSBN sono in corso di progettazione. Oltre alle basi navali nel Regno Unito, la marina possiede della basi navali nelle isole Falkland, a Akrotiri e Dhekelia, a Gibilterra, un'installazione navale a Singapore e, anche se la base navale è della US Navy, l'isola di Diego Garcia è di proprietà del Regno Unito, nel 2015 inoltre ha riaperto la base HMS Jufair nel Bahrain.

### Russia
La Voenno-Morskoj Flot Rossijskoj Federacii, erede della Voenno-morskoj flot SSSR, dispone di 1 portaerei, di 5 incrociatori (di cui 3 a propulsione nucleare), di 13 cacciatorpediniere, di 37 fregate, di 14 SSBN, 9 SSGN, 19 SSN e 22 SSK. La marina ha in corso diversi progetti per il rinnovamento della propria flotta: nuove portaerei, incrociatori, cacciatorpediniere, fregate, corvette, LST, SSBN, SSGN ed SSK. La marina inoltre garantisce permanentemente la propria deterrenza nucleare.

### Stati Uniti d'America
La United States Navy, attraverso basi periferiche, mantiene flotte dislocate in diversi punti del globo come in Giappone e in Italia. Inoltre con i suoi 11 gruppi da battaglia fondati sulle superportaerei nucleari è in grado di operare in qualsiasi scenario lontano dagli Stati Uniti.

## Marine con potenziale capacità d'altura
Poche nazioni oggi operano delle blue-water navies, ma alcune green-water navies hanno la possibilità e l'ambizione di sviluppare della capacità d'altura.
Brasile
La Marinha do Brasil può contare sulla presenza della portaerei São Paulo (A-12) e di un gruppo aereo imbarcato composto da aerei da attacco A-4 Skyhawk e da elicotteri.
Corea del Sud
Daehanminguk Haegun dispone della LPH Dokdo, di diverse altre navi come cacciatorpediniere, fregate, da guerra anfibia e sottomarini, ma non di una componente aerea imbarcata.
Giappone
La Kaijō Jieitai ha una flotta numerosa, composta principalmente da cacciatorpediniere, che ha il compito di difendere il vasto arcipelago giapponese. Inoltre, recentemente, la JMSDF ha collaborato con le forze statunitensi per pattugliare le acque del golfo persico. Il Giappone può contare sulle portaelicotteri Classe Hyuga e classe Izumo che in realtà sono delle vere e proprie portaerei leggere, ma non dispone di alcun gruppo aereo imbarcato.